# Elezioni regionali in Puglia del 1995
Le elezioni regionali italiane del 1995 in Puglia si sono tenute il 23 aprile. Esse hanno visto la vittoria di Salvatore Distaso, sostenuto dal Polo, che ha sconfitto il candidato del centro-sinistra, Luigi Ferrara.

## Affluenza
Il corpo elettorale per le elezioni del 23 aprile 1995 risultava composto da 3.330.808 elettori. Alla chiusura dei seggi l'affluenza definitiva si è attestata al 75,72%, in calo rispetto al 1990 del 8,54%.
| Provincia | Affluenza | Variazione |
| --------- | --------- | ---------- |
| Puglia    | 75,72%    | 8,54%      |
| Bari      | 75,19%    | 8,79%      |
| Brindisi  | 76,97%    | 9,08%      |
| Foggia    | 71,64%    | 10,82%     |
| Lecce     | 77,94%    | 6,75%      |
| Taranto   | 77,98%    | 8,73%      |

## Risultati
|                                      | Salvatore Distaso (FI-PP - AN - CCD - A. Club) ✔️ Presidente | 1 071 186                            | 49,79 | Forza Italia - Il Polo Popolare    | 404 417   | 20,71 | 11 |  |  |
| Alleanza Nazionale                   | Salvatore Distaso (FI-PP - AN - CCD - A. Club) ✔️ Presidente | 1 071 186                            | 49,79 | 398 597                            | 20,41     | 12    |    |  |  |
| Centro Cristiano Democratico         | Salvatore Distaso (FI-PP - AN - CCD - A. Club) ✔️ Presidente | 1 071 186                            | 49,79 | 109 888                            | 5,63      | 3     |    |  |  |
| Ambiente Club                        | Salvatore Distaso (FI-PP - AN - CCD - A. Club) ✔️ Presidente | 1 071 186                            | 49,79 | 15 057                             | 0,77      | –     |    |  |  |
| Seggi assegnati alla lista regionale | Seggi assegnati alla lista regionale                         | Seggi assegnati alla lista regionale | 49,79 | 12                                 |           |       |    |  |  |
|                                      | Luigi Ferrara Mirenzi (Puglia Democratica e Popolare)        | 986 782                              | 45,86 | Partito Democratico della Sinistra | 432 171   | 22,13 | 12 |  |  |
| Partito della Rifondazione Comunista | Luigi Ferrara Mirenzi (Puglia Democratica e Popolare)        | 986 782                              | 45,86 | 158 446                            | 8,11      | 4     |    |  |  |
| Popolari                             | Luigi Ferrara Mirenzi (Puglia Democratica e Popolare)        | 986 782                              | 45,86 | 152 284                            | 7,80      | 4     |    |  |  |
| Patto dei Democratici                | Luigi Ferrara Mirenzi (Puglia Democratica e Popolare)        | 986 782                              | 45,86 | 112 776                            | 5,77      | 3     |    |  |  |
| Federazione dei Verdi                | Luigi Ferrara Mirenzi (Puglia Democratica e Popolare)        | 986 782                              | 45,86 | 51 607                             | 2,64      | 1     |    |  |  |
| FL - PSDI - PRI                      | Luigi Ferrara Mirenzi (Puglia Democratica e Popolare)        | 986 782                              | 45,86 | 42 494                             | 2,18      | 1     |    |  |  |
| Lega Italia Federale                 | Luigi Ferrara Mirenzi (Puglia Democratica e Popolare)        | 986 782                              | 45,86 | 6 841                              | 0,35      | –     |    |  |  |
|                                      | Anselmo Ciuffoletti                                          | 46 896                               | 2,18  | Lega d'Azione Meridionale          | 28 613    | 1,47  | –  |  |  |
| Movimento Sociale Fiamma Tricolore   | Anselmo Ciuffoletti                                          | 46 896                               | 2,18  | 10 879                             | 0,56      | –     |    |  |  |
|                                      | Marco Pannella                                               | 46 720                               | 2,17  | Lista Pannella - Riformatori       | 28 790    | 1,47  | –  |  |  |
| Totale                               | Totale                                                       | 2 151 584                            | 100   |                                    | 1 952 860 | 100   | 63 |  |  |
|                                      |                                                              |                                      |       |                                    |           |       |    |  |  |
| Schede bianche                       | Schede bianche                                               | 181 442                              | 7,19  |                                    |           |       |    |  |  |
| Schede nulle                         | Schede nulle                                                 | 370 551                              | 14,69 |                                    |           |       |    |  |  |
| Votanti                              | Votanti                                                      | 2 522 135                            | 75,72 |                                    |           |       |    |  |  |
| Elettori                             | Elettori                                                     | 3 330 808                            |       |                                    |           |       |    |  |  |
|                                      |                                                              |                                      |       |                                    |           |       |    |  |  |
| Fonte: Ministero dell'interno        |                                                              |                                      |       |                                    |           |       |    |  |  |

## Consiglieri eletti
| Collegio | Lista                                | Eletto                      | Preferenze |
| -------- | ------------------------------------ | --------------------------- | ---------- |
| Bari     | Alleanza Nazionale                   | Giuseppe Mario Vito Didonna | 6.487      |
| Bari     | Alleanza Nazionale                   | Nicola Marmo                | 5.773      |
| Bari     | Alleanza Nazionale                   | Giuseppina Ferri Colonna    | 5.524      |
| Bari     | Alleanza Nazionale                   | Rosario Polizzi             | 5.350      |
| Bari     | Forza Italia - Il Polo Popolare      | Francesco Adduci            | 6.370      |
| Bari     | Forza Italia - Il Polo Popolare      | Felice Amodio               | 5.968      |
| Bari     | Forza Italia - Il Polo Popolare      | Angelo Salamino             | 4.634      |
| Bari     | Forza Italia - Il Polo Popolare      | Mattia Mincuzzi             | 4.622      |
| Bari     | Partito Democratico della Sinistra   | Vito Angiuli                | 9.923      |
| Bari     | Partito Democratico della Sinistra   | Pietro Tateo                | 6.078      |
| Bari     | Partito Democratico della Sinistra   | Angelo Domenico Colasanto   | 6.023      |
| Bari     | Partito Democratico della Sinistra   | Grazia D'Erario             | 4.686      |
| Bari     | Partito della Rifondazione Comunista | Silvia Godelli Gentile      | 5.966      |
| Bari     | Partito della Rifondazione Comunista | Giovanni Valente            | 1.452      |
| Bari     | Popolari                             | Nicola Fusillo              | 12.692     |
| Bari     | Popolari                             | Antonio Vito Ursi           | 3.425      |
| Bari     | Patto dei Democratici                | Onofrio Introna             | 6.119      |
| Bari     | Centro Cristiano Democratico         | Giovanni Copertino          | 6.677      |
| Bari     | Federazione dei Verdi                | Vito Leccese                | 2.770      |
| Bari     | Laburisti-Socialdemocratici-PRI      | Alberto Tedesco             | 10.096     |
| Brindisi | Partito Democratico della Sinistra   | Carmine Dipietrangelo       | 9.782      |
| Brindisi | Partito Democratico della Sinistra   | Francesco Colizzi           | 3.826      |
| Brindisi | Forza Italia - Il Polo Popolare      | Luciano Sardelli            | 6.583      |
| Brindisi | Alleanza Nazionale                   | Michele Saccomanno          | 7.005      |
| Brindisi | Alleanza Nazionale                   | Rosario Rinaldi             | 4.820      |
| Foggia   | Partito Democratico della Sinistra   | Fernando Sabino Colangelo   | 10.170     |
| Foggia   | Partito Democratico della Sinistra   | Matteo Galasso              | 5.195      |
| Foggia   | Alleanza Nazionale                   | Roberto Ruocco              | 7.685      |
| Foggia   | Alleanza Nazionale                   | Armando Ledo Stefanetti     | 6.904      |
| Foggia   | Forza Italia - Il Polo Popolare      | Lucio Tarquinio             | 9.132      |
| Foggia   | Forza Italia - Il Polo Popolare      | Enrico Santaniello          | 6.692      |
| Foggia   | Partito della Rifondazione Comunista | Rosaria Pia Dicesare        | 1.546      |
| Foggia   | Popolari                             | Angelo Cera                 | 5.467      |
| Foggia   | Patto dei Democratici                | Carmelo Morra               | 3.844      |
| Foggia   | Centro Cristiano Democratico         | Salvatore Mongiello         | 5.487      |
| Lecce    | Partito Democratico della Sinistra   | Alessandro Frisullo         | 10.542     |
| Lecce    | Partito Democratico della Sinistra   | Marcello Strazzeri          | 6.963      |
| Lecce    | Forza Italia - Il Polo Popolare      | Raffaele Fitto              | 22.606     |
| Lecce    | Forza Italia - Il Polo Popolare      | Fabrizio Camilli            | 3.418      |
| Lecce    | Alleanza Nazionale                   | Mario De Cristofaro         | 9.131      |
| Lecce    | Alleanza Nazionale                   | Roberto Tundo               | 6.127      |
| Lecce    | Popolari                             | Antonio Salvatore Tondo     | 7.254      |
| Lecce    | Patto dei Democratici                | Donato Pellegrino           | 4.625      |
| Lecce    | Centro Cristiano Democratico         | Luigi Caroppo               | 5.934      |
| Taranto  | Partito Democratico della Sinistra   | Gaetano Carrozzo            | 9.165      |
| Taranto  | Partito Democratico della Sinistra   | Luciano Mineo               | 8.210      |
| Taranto  | Forza Italia - Il Polo Popolare      | Nicola Tagliente            | 12.817     |
| Taranto  | Forza Italia - Il Polo Popolare      | Gennaro William Uzzi        | 3.775      |
| Taranto  | Alleanza Nazionale                   | Giuseppe Semeraro           | 8.166      |
| Taranto  | Alleanza Nazionale                   | Pietro Lospinuso            | 4.222      |
| Taranto  | Partito della Rifondazione Comunista | Cosimo Sgobio               | 2.330      |